# Codium bursa
Der Meerball Codium bursa ist eine marine Makroalge, welche zu den Grünalgen (Chlorophyta) gehört und im Mittelmeer häufig anzutreffen ist. Die Alge ist leicht an ihrem dunkelgrünen, ballähnlichen Aussehen zu erkennen, welchem sie auch ihren Namen verdankt. Synonyme für Codium bursa sind Alcyonium bursa, Lamarckia bursa, Fucus bursa, Myrsidrum bursa und Agardhia bursa. Sie wird auch Beutelalge, Ballalge oder Schwammalge genannt. Erstmals beschrieben wurde Codium bursa im Jahr 1817 von Carl Adolph Agardh, einem schwedischen Naturforscher, der von 1758 bis 1859 lebte.

## Lebensraum
Codium bursa ist eine Alge der hohen Strauchschicht und wächst in Bereichen mit gemäßigter Wasserbewegung. Sie ist in flachen Uferregionen, aber auch in Tiefen von bis zu 50 Metern auf Hartböden, sandigem bis schlammigem Grund sowie an schattigen Felswänden zu finden. Meerbälle wachsen sowohl einzeln als auch in kleinen Gruppen. Nach Stürmen und bei starkem Wellengang sind zudem hin und wieder abgerissene, am Strand liegende oder im Wasser treibende Meerbälle zu finden.

## Verbreitung

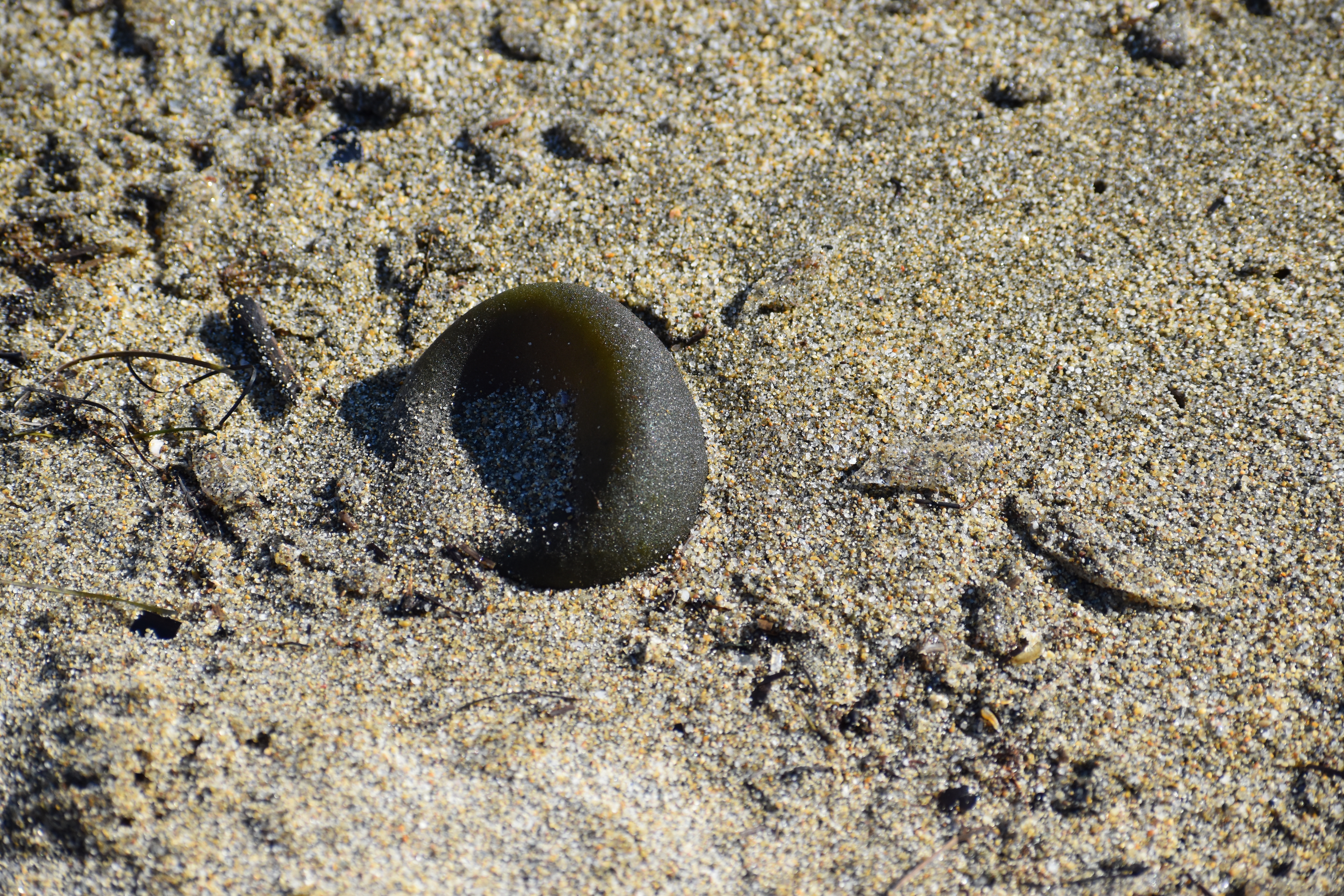
Angeschwemmter Meerball am Strand

Das Verbreitungsgebiet des Meerballs erstreckt sich über das gesamte Mittelmeer, den Atlantik sowie auch in andere Gebiete, welche ein gemäßigtes bis subtropisches Klima aufweisen. Des Weiteren gibt es einen dokumentierten Fund vom 24. Juli 1977 in der Mulroy Bay bei Kindrum (Irland). Hier wurde Codium bursa bei einem Tauchgang in einer Tiefe von 10 m gesichtet. John Templeton (1766–1825) dokumentierte ebenfalls Funde von Codium bursa. Er entdeckte mehrere angeschwemmte Meerbälle nach einem Sturm am Ufer des Belfast Lough (Nordirland). Viele Gattungen, wie beispielsweise Codium, kommen an allen tropischen Küsten im Atlantik wie im Indopazifik vor. Dies wurde bereits in frühen tropisch-marinen Forschungen festgestellt und als pantropische Verbreitung bezeichnet. Die Ausbreitung der Gattung Codium verlief vermutlich während des Tertiärs. Von einem tropischen Vorfahren aus entstanden in nördliche wie südliche Richtung neue Arten mit gemäßigtem Temperaturbedarf. Im Verbreitungsmuster der atlantischen Arten der Grünalgengattung Codium ist dieser Ausbreitungsverlauf noch heute deutlich erkennbar.

## Merkmale

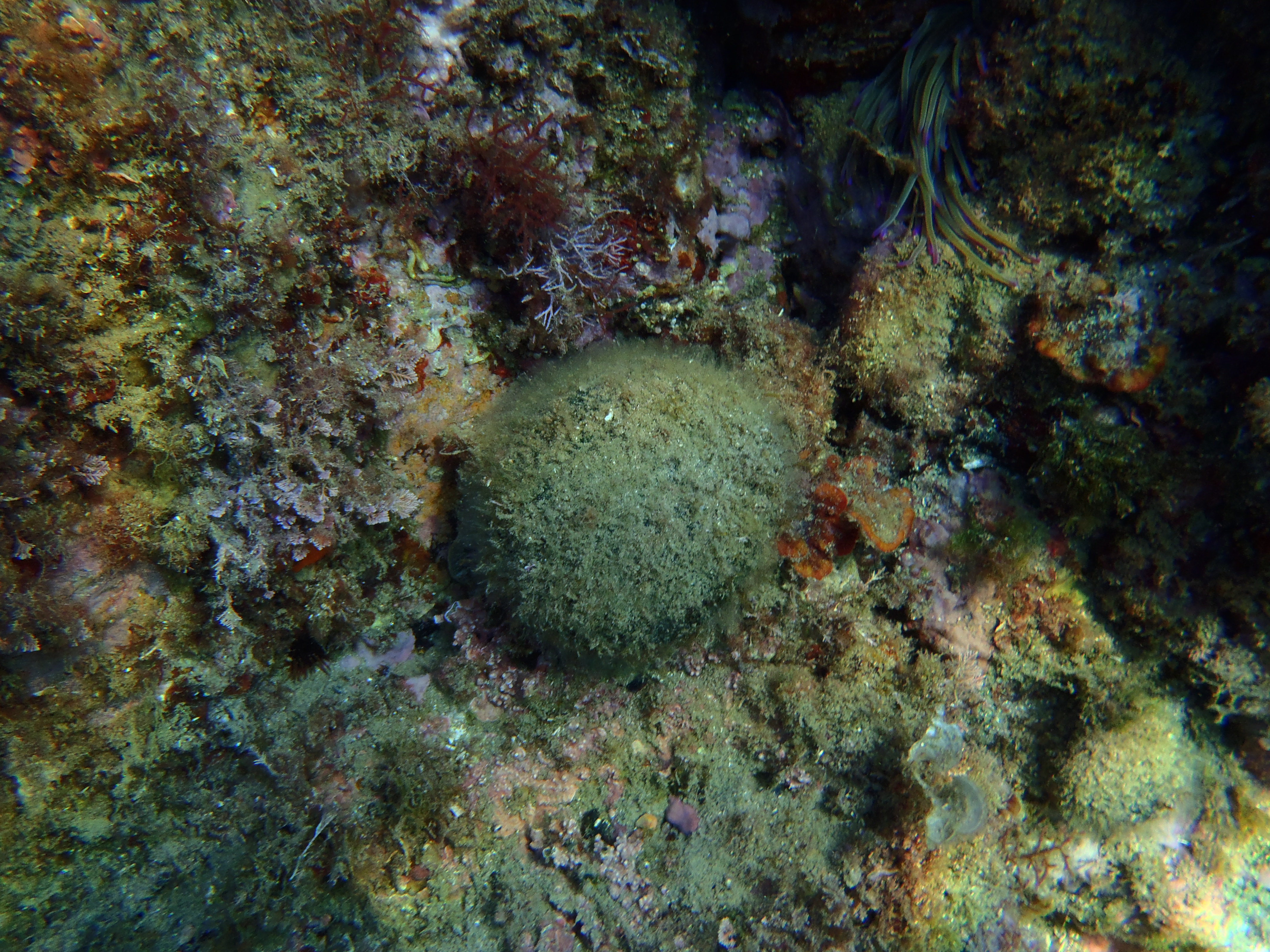
Ein Meerball im spanischen Mittelmeer, Foto: Chiara Obst (2022)

Der Thallus von Codium bursa ist dunkelgrün bis gelblich gefärbt. Er bildet eine fleischige, gallertartige, hohle Kugel, welche auch als nachgiebig und weich bis schwammig beschrieben wird. Ältere Individuen weisen oft eine Delle auf und sind mit Kalk bereift. Das Innere der Kugel ist meist von zarten Rotalgen bewachsen und wird daher mit zunehmendem Bewuchs rötlicher. Häufig findet man hier Rotalgen der Gattung Acrochaetium. Zudem kann es zu einem Bewuchs von rötlich gefärbten Cyanobakterien kommen. Die Größe von Meerbällen wird auf unterschiedlichste Weise beschrieben. So erreichen Meerbälle laut Sauer (1991) Nuss- bis fast Fußballgröße, werden laut Riedl (1983) bis kindskopfgroß, sind laut Tardent (1993) durchschnittlich faustgroß bis etwa 13 cm, während in DeHaas und Knorr (1999) von 5 – 20 cm Durchmesser und größer gesprochen wird. In Hofrichter (2003) wird die Größe des Thallus auf 10 – 25 cm im Durchschnitt geschätzt und laut Vaque et al. (1994) kann der Durchmesser sogar bis zu 40 cm erreichen.

## Aufbau des Thallus

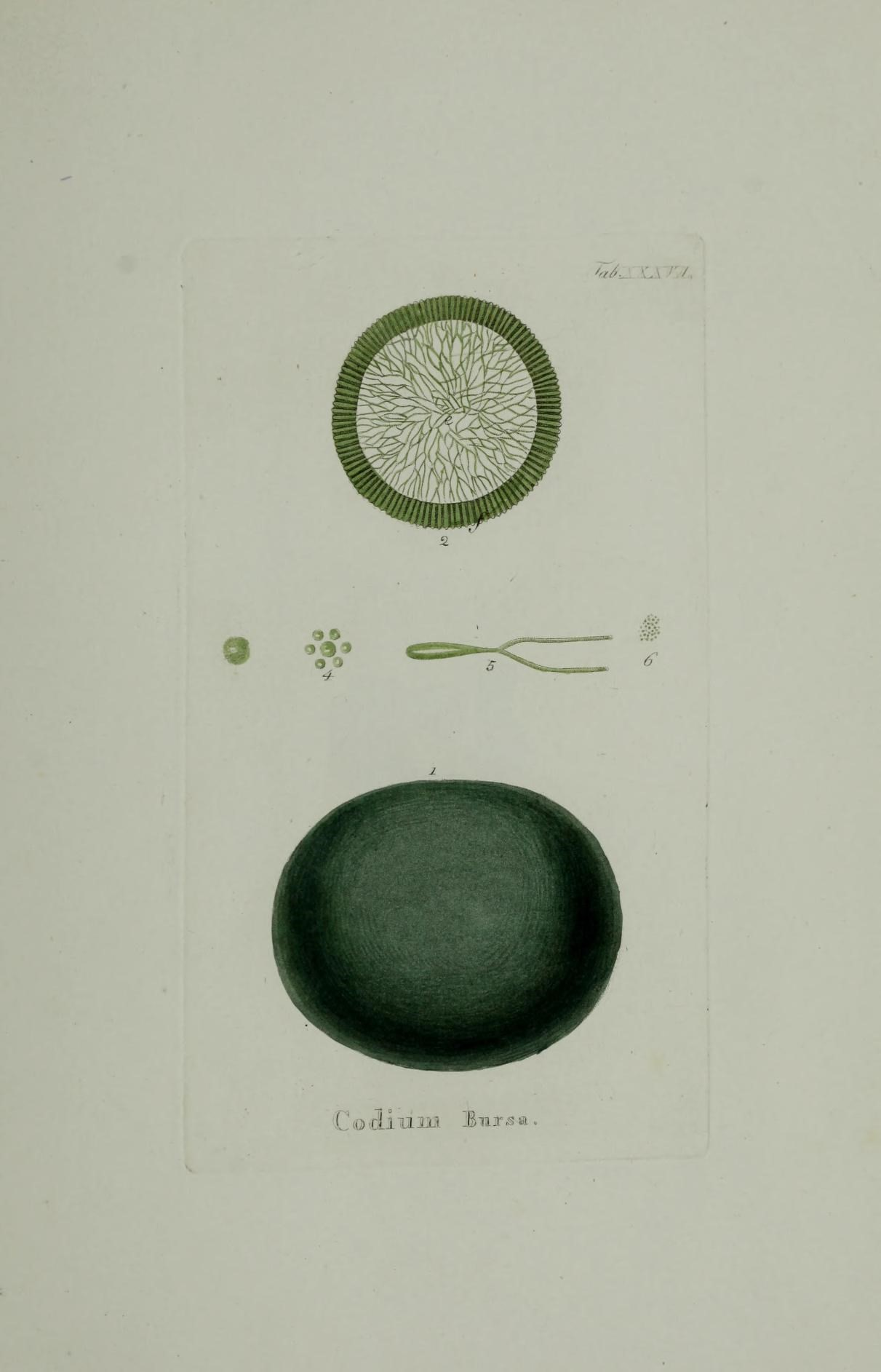
Illustration des Thallus von Codium bursa aus dem Jahr 1829

Codium bursa gehören zu den siphonalen Grünalgen der Ordnung Bryopsidales, welche eine hohe morphologische Komplexität aufweisen. Die äußere Gestalt des Thallus ist in verschiedene Bereiche gegliedert, so ist beispielsweise ein Rhizoid erkennbar. Algen dieser Ordnung haben des Weiteren einen ungekammerten Protoplasten mit vielen Zellkernen (Syncytium) und zahlreichen kleinen, scheibenförmigen Chloroplasten. Lediglich bei der Entwicklung von Gametangien und Sporangien werden Zellwände gebildet. Der Thallus kann auch als ein Maschenwerk aus Stützbalken ohne Querwände beschrieben werden. Die Fäden bzw. Stützbalken bilden bei Codium bursa einen sogenannten Flechtthallus. Sie senden zur Oberfläche senkrecht stehende U-Bögen (Utriculi), welche palisadenartig angeordnet und blasig erweitert sind. Die Utriculi bilden die dichte, äußere Schicht des Meerballs. Auch die schwammig-elastische Konsistenz des Meerballs ergibt sich aufgrund der ungekammerten Fäden, welche im Thallusinneren in alle Richtungen straff gespannt sind. Meerbälle umschließen unter ihrer dichten, äußeren Schicht ein mit Meerwasser gefülltes Lumen, welches erhebliche Mengen an organischem Kohlenstoff aus dem Thallus erhält. Das hier eingeschlossene Wasser beherbergt viele Mikroorganismen wie Bakterien, Flagellaten und Ciliaten. Die hier zu findende mikroheterotrophe Gemeinschaft ist etwa 2-mal dichter als die des Umgebungswassers. Aufgrund von bakterienfressenden Protisten wird die gesamte Bakterienpopulation täglich entfernt. Ein interessanter Aspekt ist, dass die Sauerstoffkonzentration im eingeschlossenen Wasser große Schwankungen aufweist. Tagsüber können Konzentrationen nahe der Sättigung (-90 %) erreicht werden und im Dunkeln (nach 12 Stunden) Konzentrationen nahe der Anoxie. Dies ist auf den kombinierten Stoffwechsel der Alge und der Mikroheterotrophen zurückzuführen. Zudem gilt: Je kleiner ein Meerball, desto geringer ist auch die relative Aktivität und Häufigkeit von Mikroheterotrophen. Die hohe Heterotrophenaktivität innerhalb der Meerbälle führt zu einer 5- bis 15-fach höheren Nährstoffkonzentration innerhalb des Lumens im Vergleich zum umgebenden Meerwasser.

## Metabolismus und Wachstum
Die biochemische Zusammensetzung und der Metabolismus von Codium bursa sind stark von der kugeligen Form des Thallus abhängig. Die Alge wächst aufgrund dieses speziell geformten und bis zu etwa 6 mm dicken Thallus auch nur sehr langsam. Der Meerball absorbiert zwar den größten Teil (98 %) des einfallenden Lichts durch die flächendeckende Pigmentdichte, jedoch geschieht dies sehr ineffizient. Das ist auch einer der Faktoren für die geringe intrinsische Wachstumsrate der Alge. Des Weiteren nimmt die photosynthetische Kapazität mit zunehmender Größe des Individuums ab, während die Lichtkompensationspunkte mit zunehmender Größe steigen. Je größer Codium bursa wird, desto geringer ist also die potentielle Wachstumsrate und desto höher sind die Lichtanforderungen. Ob jahreszeitliche und saisonale Unterschiede im Wachstum von Codium bursa erkennbar sind, war längere Zeit unbekannt. Aus diesem Grund wurde die Biomasse einer Population untersucht. Dabei stellte man fest, dass die Biomasseproduktion von Codium bursa insgesamt wesentlich geringer war als die bei anderen Meerespflanzen, welche am selben Standort wuchsen. Die durchschnittliche Produktion von Codium bursa war im Vergleich zur produktivsten Makroalge des Mittelmeers etwa 30–40 Mal geringer. Im Gegensatz zu anderen mediterranen Makroalgen und Seegräsern zeigte die Produktion von Codium bursa zudem keine saisonalen Muster. Die Unterschiede in der Wachstumsrate, welche über das Jahr hinweg beobachtet wurden, lassen sich mit Veränderungen der Nährstoffkonzentrationen in der Umgebung und im Wasser erklären. Die hier bestehende Abhängigkeit lässt auf eine Nährstofflimitierung, vermutlich durch Phosphor, schließen. Um dies weiter zu überprüfen, wurden experimentell Nährstoffe in das Lumen der Alge injiziert. Das führte zu einer Verdoppelung der Wachstumsrate, der photosynthetischen Effizienz und zu einer Verringerung der Lichtkompensationsbestrahlungsstärke. Die Ergebnisse belegen eindeutig: Die Wachstumsrate von Codium bursa wird nicht durch Licht oder Temperatur, sondern durch Nährstoffe, wahrscheinlich Phosphor, gesteuert. Das zeigt, dass auch die von Natur aus langsam wachsenden Organismen im oligotrophen Mittelmeer ressourcenbeschränkt sein können.

## Leben und Gefahren
Meerbälle können eine Lebensspanne von über 15 Jahren erreichen. Sie zeigen, wie auch andere siphonale Grünalgen, einen haplontischen Lebenszyklus. Außer der Zygote sind die Zellen der Grünalge somit in allen Lebensstadien haploid und die Gameten werden ohne Reduktionsteilung gebildet. Der Thallus hat im Vergleich zu anderen marinen Makroalgen einen der niedrigsten Nährstoffgehalte, wird hart und enthält viele Sulfatkristalle. Dies macht die Alge als Nahrungsquelle mit zunehmender Größe unattraktiv für mögliche Prädatoren. Zudem weisen größere Individuen oft einen reichen Bewuchs an Epiphyten auf. Diese stellen für Herbivoren vermutlich eine attraktivere Nahrungsquelle dar, da sie im Vergleich zu Codium bursa deutlich mehr Nährstoffe enthalten und wesentlich schneller wachsen. Trotz der geringen Gefahr von Herbivoren gefressen zu werden, überleben lediglich 13,3 % der Meerbälle die ersten 5 Lebensjahre. Obwohl jüngere Exemplare oft einen besseren physiologischen
Status als ältere Exemplare haben, sind sie dafür anfälliger für Verluste, beispielsweise durch das Begraben werden unter aufgewirbeltem Sediment. Dies führt dazu, dass die jüngsten und die ältesten Algen einer Population ähnliche Sterblichkeitsraten aufweisen.

## Bioaktive Verbindungen
Auf Grund ihrer biologischen und chemischen Variationen haben Algen als Quelle bioaktiver Verbindungen schon seit längerem Aufmerksamkeit erregt. Verschiedene Studien berichten, dass bioaktive Sekundärmetabolite aus Grünalgen potenziell als entzündungshemmende, antioxidative, antimikrobielle oder antigenotoxische Moleküle eingesetzt werden können. Auch Algen der Gattung Codium wurden in diesen Bezügen untersucht. So zeigten Ethanolextrakte von Codium bursa eine bedeutende antibakterielle Aktivität gegen Escherichia coli und Staphylococcus simulans. Auch die antimykotische Aktivität von Codium bursa wurde bereits untersucht. Zur genaueren Bestimmung der chemischen Zusammensetzung flüchtiger Bestandteile von Codium bursa wurden zwei verschiedene Methoden, zum einen die Kopfraum-Festphasen-Mikroextraktion (HS-SPME) und zum anderen die Hydrodestillation (HD) angewendet. Bei den Untersuchungen ergaben sich deutliche Unterschiede in den Ergebnissen, je nach verwendeter Methode sowie je nachdem, ob getrocknete oder frische Meerbälle verwendet wurden. Die Anwendung der verschiedenen Methoden führte dazu, dass viele verschiedene, flüchtige und halbflüchtige Stoffe nachgewiesen werden konnten. Die kombinierte Verwendung aller Methoden ist also auch für die weitere Erstellung chemischer Profile von Codium bursa zu empfehlen. Um die antimykotische Aktivität zu untersuchen, wurden als Testpilze die wichtigsten Mykotoxin produzierenden Arten ausgewählt. Auch bei der antimykotischen Aktivität wurden, je nach verwendetem Lösungsmittel, erhebliche Unterschiede festgestellt. Dies war vermutlich durch die unterschiedliche Polarität der Lösungsmittel bedingt. Während das H2O-Extrakt (Wasser) stärker gegen Fusarium spp. wirkte, zeigte das DMSO-Extrakt (Dimethylsulfoxid) eine bessere Hemmung von Penicillium expansum, Aspergillus flavus, und Rhizophus spp. Andererseits zeigten die Extrakte bei einigen Pilzarten auch wachstumsfördernde Eigenschaften. Während das Wachstum von Rhizopus spp. und Penicillium expansum durch die DMSO-Extrakte gehemmt wurde, zeigten hier die H20-Extrakte wachstumsfördernde Eigenschaften. Generell wiesen die Extrakte von Codium bursa jedoch eine relativ gute antimykotische Aktivität auf, insbesondere gegen Penicillium expansum. Der Meerball kann aufgrund seines phytochemischen Profils und der biologisch aktiven Verbindungen mit antimykotischer Aktivität für zukünftige Untersuchungen noch von großem Interesse sein.